# Gillellus searcheri
Gillellus searcheri är en fiskart som beskrevs av Dawson, 1977. Gillellus searcheri ingår i släktet Gillellus och familjen Dactyloscopidae. IUCN kategoriserar arten globalt som livskraftig. Inga underarter finns listade i Catalogue of Life.